# Рокитянський Олексій Онисимович
Рокитянський Олексій Онисимович (28.02.1922, с. Попівка, Полтавщина — 10.2000, м. Мінськ) — почесний громадянин Зіньківщини (посмертно). Початкову школу закінчив у рідному селі, а середню — в Опішні. Брав участь у боях проти німецьких військ із серпня 1941 року. Воював на Західному й 3-му Білоруському фронтах.
За мужність і відвагу, виявлені при форсуванні ріки Німану біля литовського міста Алітус, Олексій Онисимович Указом Президії Верховної Ради СРСР від 24 березня 1945 року був удостоєний звання Героя Радянського Союзу.